# Río Tupungato (Chile)
Río Tupungato es el nombre local que se da al curso más superior del río Colorado (Maipo), que nace de los deshielos del volcán Tupungato, volcán Tupungatito y el cerro Alto San Juan entre otros. Se encuentra en la comuna de San José de Maipo.
Ni Luis Risopatrón ni Francisco Solano Asta-Buruaga y Cienfuegos lo mencionan sino que siempre lo llaman río Colorado.
Hans Niemeyer menciona los esteros Tupungato y Tupungatito como afluentes del río Colorado.: 337 

## Trayecto
Tras un corto recorrido desemboca en el río Colorado (Maipo)

## Caudal y régimen
Es un río de alimentación glacial.: 333 

## Historia
Luis Risopatrón describe los baños en su Diccionario Jeográfico de Chile de 1924:: 909 
Tupungato (Baños del). 33° 30' 70° 05' Son de aguas límpidas, siladas, sin sabor del agua de mar e incoloras en vasos o botellas, pero de untinte Iberamente verdoso en el estanque, en el que depositan sesquióxido de hierro; brotan de dos grupos de vertientes entre 38° i 44° C de temperatura, de les que el mas caliente era cubierto por las avenidas de verano del rio Colorado, por lo que se le defendió por medio de un terraplén. Se encuentran a 1 620 m de altitud, en la ribera S del rio citado, a corta distancia al E de su confluencia con el de Olivares. 119. o. 61; 134; 155, p 850; i 156; i termas del en 63, p. 262; i 85, p. 68 i 70; i Baños de Tupungato en 68, p. 37.